# Jorge Cremades Sena
Jorge Francisco Cremades Sena (Asp, 1948) és un educador, sindicalista i polític valencià.

## Trajectòria
Es llicencià en magisteri i en geografia i història a la Universitat d'Alacant, i treballà com a professor d'EGB a Rebolledo, Asp, Monforte del Cid, Terrassa i Alacant. El 1976 ingressà al sindicat FETE-UGT i al PSOE. El 1980 fou nomenat secretari de formació del PSPV-PSOE i fou elegit diputat per la província d'Alacant a les eleccions generals espanyoles de 1982 i 1986. Durant les dues legislatures ha estat vocal de la Comissió d'Afers Exteriors del Congrés dels Diputats.
El 1986 fou membre del Comitè Nacional del PSPV i president del comitè de l'Alacantí. El 1991 va substituir al Congrés a Ángel Luna González, escollit alcalde d'Alacant, i el 1993 ho va fer amb Luis Berenguer Fuster. El 1996 deixà el càrrec i s'allunyà del PSPV, amb el qual ha estat força crític darrerament.